# Sinners in the Sun
Sinners in the Sun (bra: Tu És a Única ou Tu És a Única!) é um filme pre-Code estadunidense de 1932, do gênero drama romântico, dirigido por Alexander Hall, estrelado por Carole Lombard e Chester Morris, e coestrelado por Adrienne Ames e Alison Skipworth. O roteiro de Waldemar Young, Samuel Hoffenstein e Vincent Lawrence foi baseado no conto "The Beachcomber", de Mildred Cram, publicado na revista College Humor em 1932.
A trama retrata a história de uma modelo de Nova Iorque que se vê cortejada por um mecânico pobre, mas honesto, e por um mulherengo rico.

## Sinopse
Doris Blake (Carole Lombard), uma modelo de Nova Iorque, está apaixonada pelo mecânico Jimmie Martin (Chester Morris), mas não acredita que o relacionamento consiga ser duradouro sem dinheiro, o que a faz recusar a proposta de casamento dele e se envolver com Eric Nelson (Walter Byron), um homem rico e casado. Enquanto isso, Jimmie, buscando ganhar dinheiro extra, consegue trabalho como motorista e acaba se casando com Claire Kinkaid (Adrienne Ames), sua patroa atraente. No entanto, Doris logo se torna infeliz como amante de Eric, percebendo que seu amor por Jimmie é mais valioso do que qualquer riqueza material. Agora, ela enfrenta o desafio de reconquistar o coração de Jimmie.

## Elenco
- Carole Lombard como Doris Blake
- Chester Morris como Jimmie Martin
- Adrienne Ames como Claire Kinkaid
- Alison Skipworth como Sra. Blake
- Cary Grant como Ridgeway
- Walter Byron como Eric Nelson
- Rita La Roy como Lil
- Reginald Barlow como Sr. Blake
- Zita Moulton como Florence Nelson
- Luke Cosgrave como Avô Blake
- Ida Lewis como Avó Blake
- Russ Clark como Fred Blake
- Frances Moffett como Sra. Fred Blake
- Pierre de Ramey como Louis
- Veda Buckland como Emma

## Produção
O título de produção do filme foi "The Beachcomber", o mesmo do conto no qual o roteiro foi baseado. William C. deMille dirigiu o filme nas primeiras duas semanas de filmagens, mas as condições não estavam ao seu agrado e ele abandonou a produção. Como a Paramount precisava urgentemente de um diretor, ele acabou voltando para concluir o trabalho, porém, conforme as filmagens avançavam, ele decidiu que David Burton seria mais adequado para lidar com o "material selvagem e vibrante". De qualquer forma, Alexander Hall acabou sendo seu substituto, concluindo as gravações.
Em 9 de março de 1932, toda a história teve que ser reescrita e as cenas iniciais foram refilmadas. As gravações se estenderam por oito semanas, em vez das três a quatro originalmente planejadas. Como resultado, poucas ou nenhuma das filmagens realizadas por deMille permaneceram na versão final do projeto.

## Recepção
O jornal The Times chamou o filme de "exibição de luxo", com seu principal mérito sendo "a polidez de seu acompanhamento luxuoso". Eles elogiaram especialmente a atuação de Ames, escrevendo: "A Srta. Adrienne Ames, embora aflita com diálogos da mais extrema crueldade, dá um toque genuíno de caráter à rica jovem que nosso herói erroneamente se casa".
Mordaunt Hall, em sua crítica para o jornal The New York Times, chamou-o de "uma história trivial, produzida com luxo" e "tudo mais do que um pouco incrível". Ele ainda achou que, embora muitos membros do elenco tivessem dado atuações boas ou competentes, Morris havia sido mal escalado.